# La Pintana
La Pintana é uma das 32 comunas que compõem a cidade de Santiago, capital do Chile.
A comuna limita-se: a norte com San Ramón e La Granja; a leste com La Florida e Puente Alto; a sul com Puente Alto e San Bernardo; a oeste com San Bernardo e El Bosque.